# انرژی بادی در آلاسکا

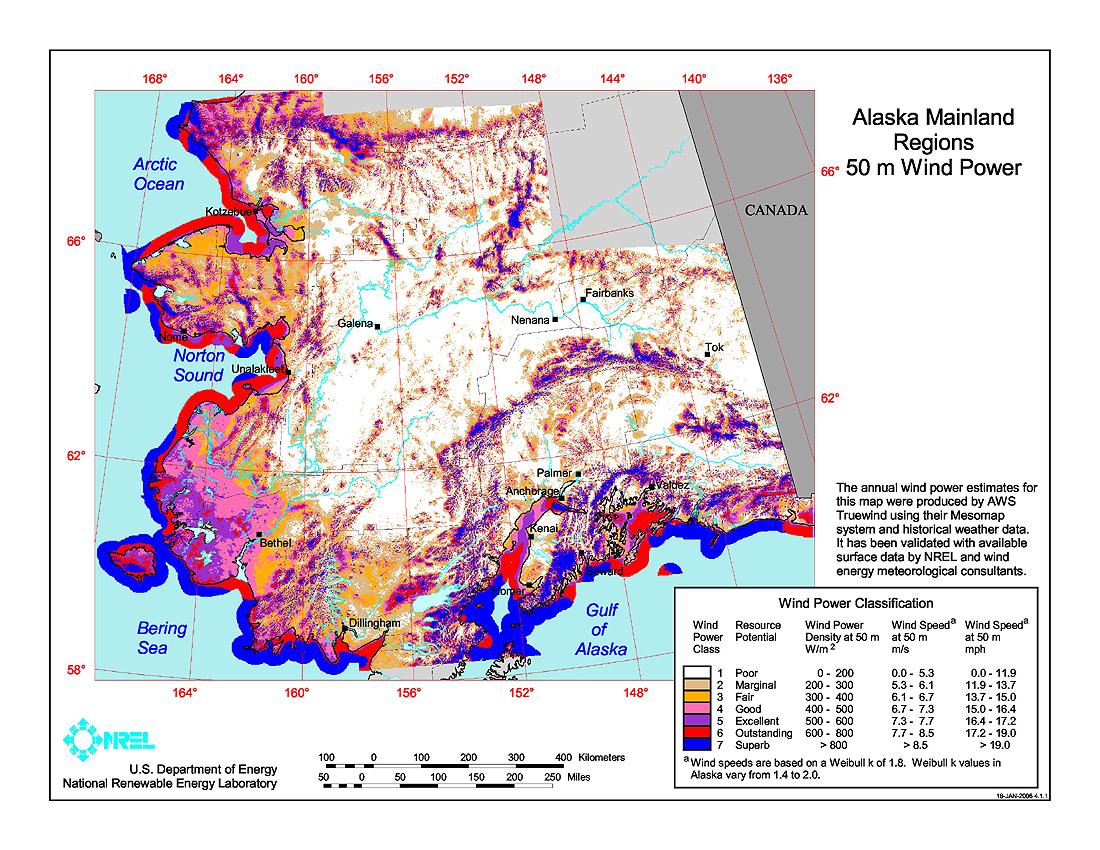
نقشه جانمایی پتانسیل انرژی بادی در آلاسکا

انرژی بادی در آلاسکا می‌تواند کل انرژی الکتریکی مورد نیاز این ایالت را تأمین کند. مزرعه بادی ۴٫۵ مگاواتی نزدیک به شهر کدیاک در آلاسکا از سال ۲۰۰۹ تا ۲۰۱۲ باعث صرفه‌جویی در مصرف حدود سه میلیون گالن سوخت دیزل گردیده است. تا پایان سال ۲۰۲۰ توان نصب شده برق بادی در این ایالت ۶۴ مگاوات بوده است.

## ظرفیت تولید
در سال ۲۰۱۰ برای نخستین بار آزمایشگاه ملی انرژی تجدیدپذیر گزارش جامع مطالعات پتانسیل باد در ایالت‌های مختلف آمریکا را منتشر کرد. در این گزارش آمده است که ایالت آلاسکا ظرفیت نصب ۴۹۴۷۰۰ مگاوات برق بادی دارد. این میزان می‌تواند سالانه ۱۶۲۰ میلیارد کیلووات ساعت برق تولید کند. در سال ۲۰۱۱ کل مصرف برق آلاسکا ۶ میلیارد و ۲۹۱ میلیون کیلووات ساعت برق بوده است.